# Bergerac
Bergerac [bɛʁʒəʁak] ist eine Stadt in der französischen Region Nouvelle-Aquitaine. Mit 26.852 Einwohnern (Stand 1. Januar 2022) ist Bergerac nach Périgueux die zweitgrößte Stadt im Département Dordogne. Sie ist Sitz der Unterpräfektur des Arrondissements Bergerac, das aus 14 Kantonen besteht, und Hauptort der Kantone Bergerac-1 und Bergerac-2.
Die Stadt ist durch die Weine des umliegenden Anbaugebiets, das ihren Namen trägt, bekannt.

## Lage

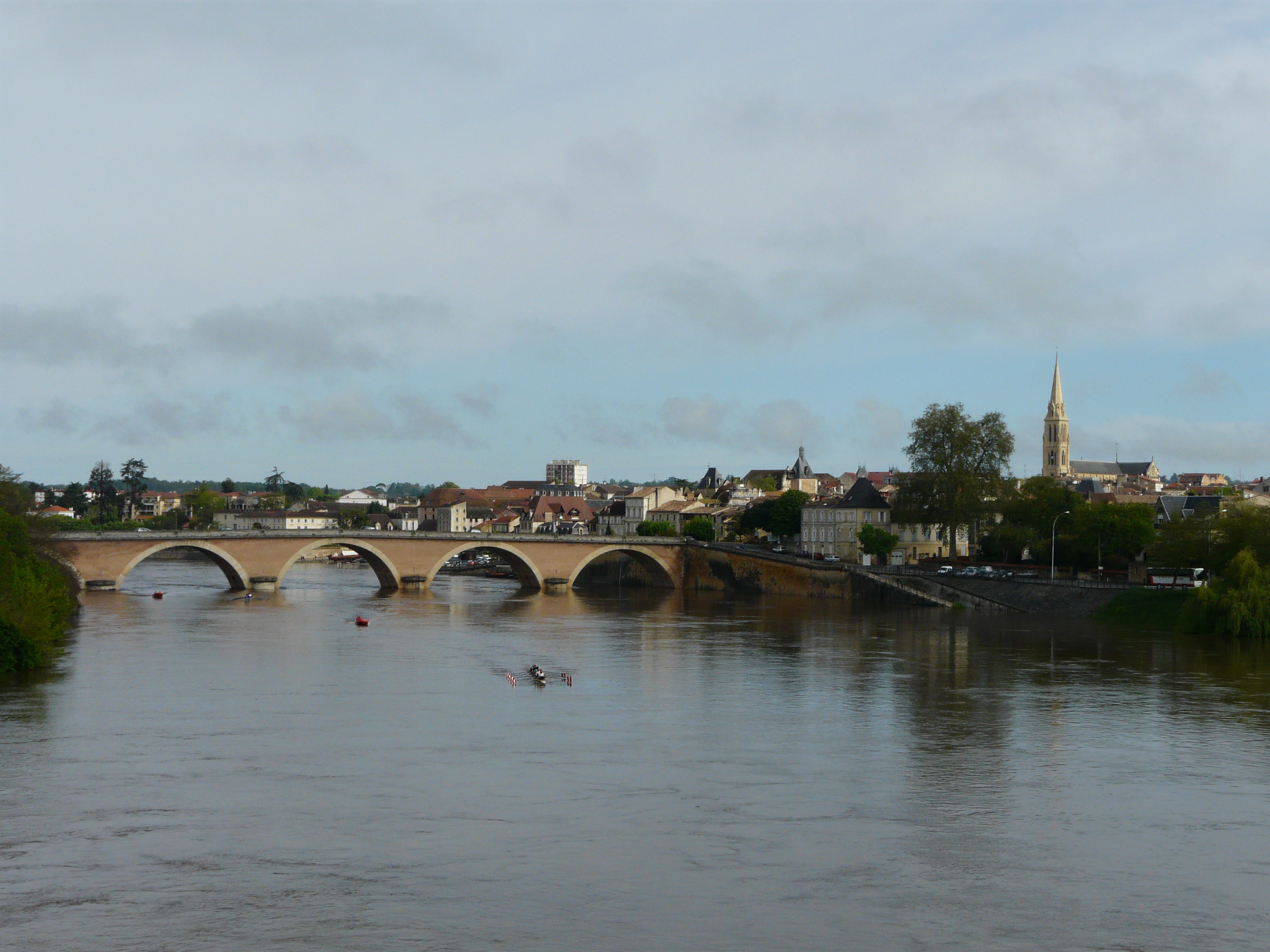
Straßenbrücke Vieux Pont über die Dordogne

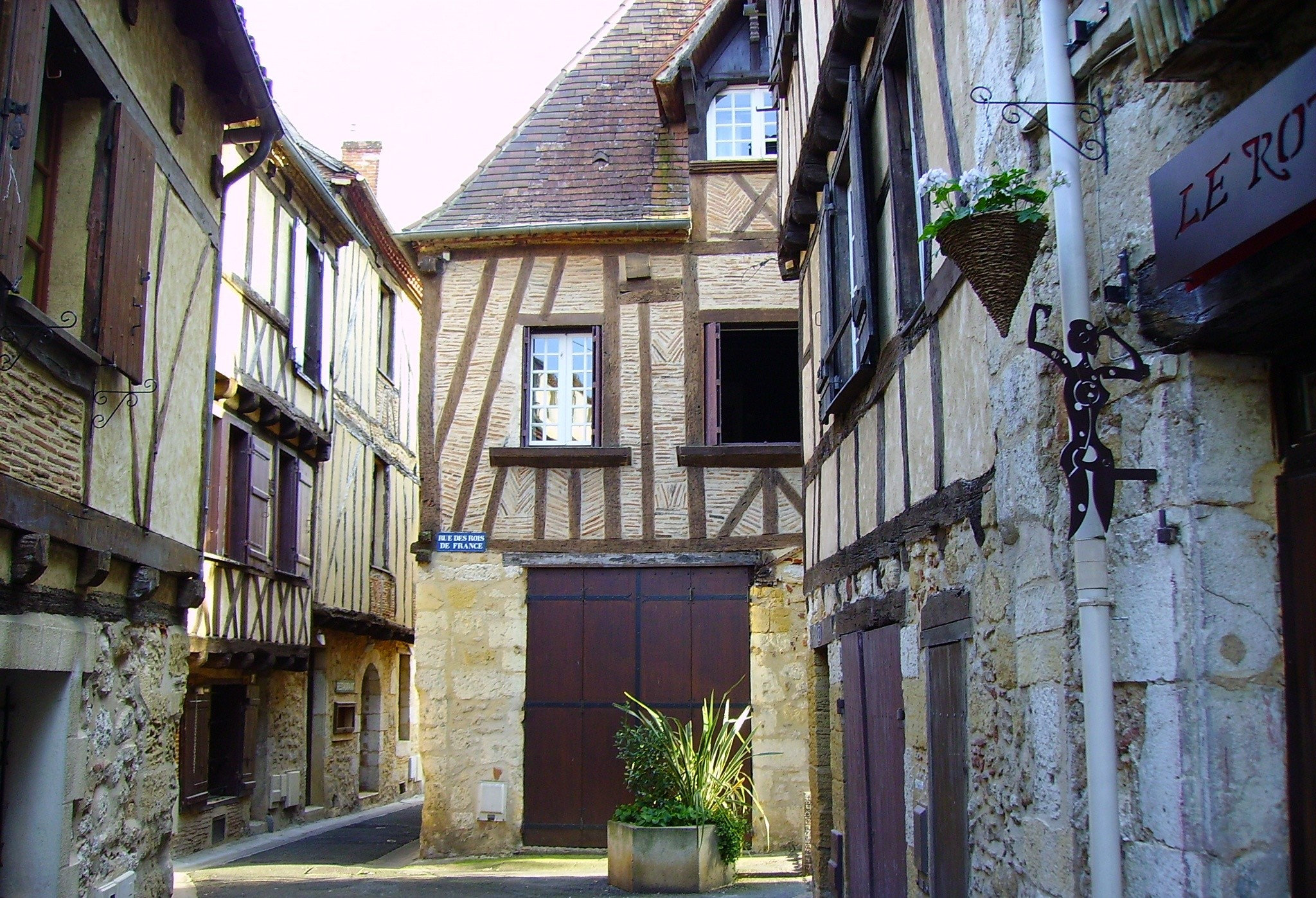
Fachwerkhäuser in der Altstadt

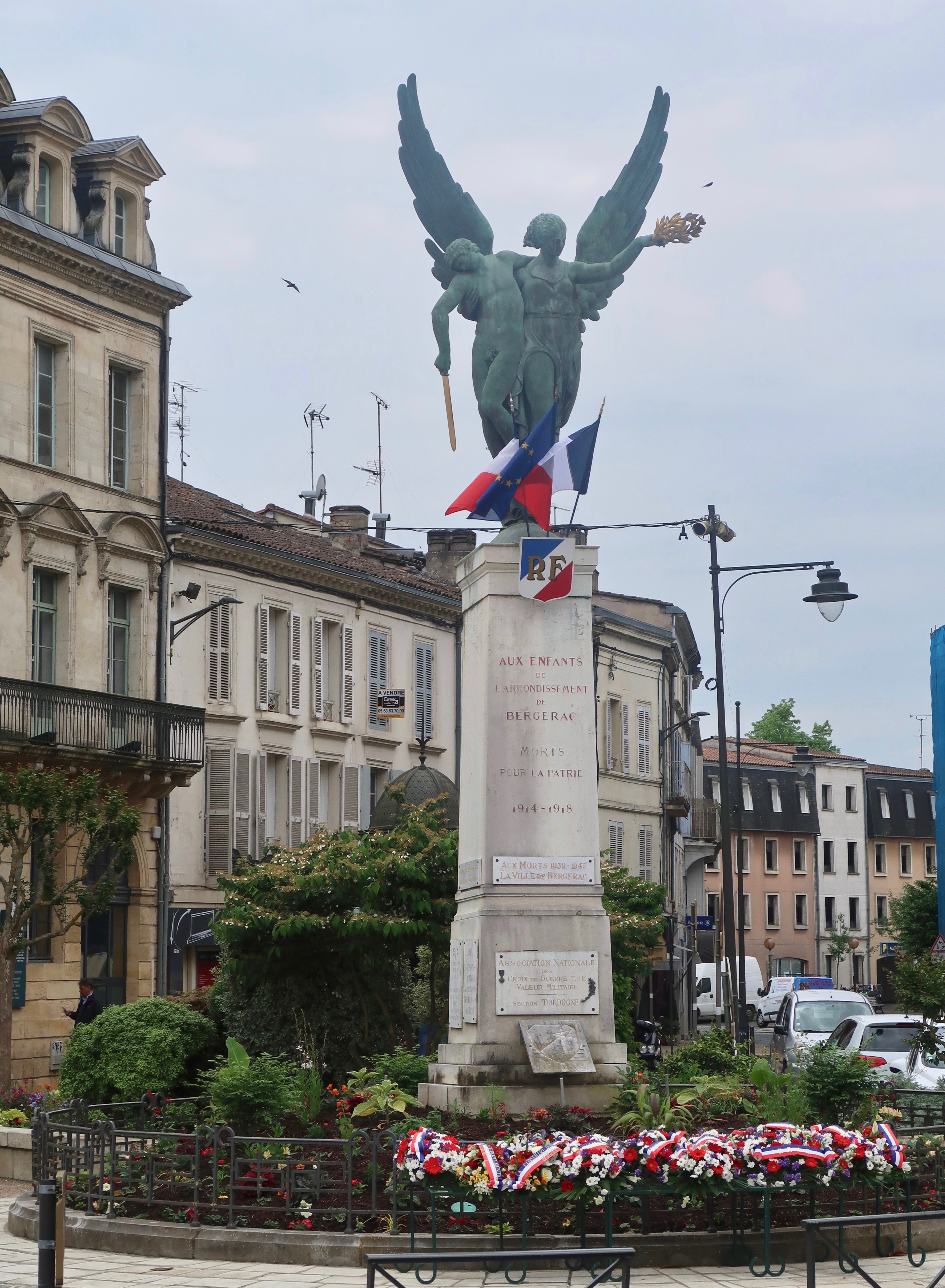
Place Maréchal de Lattre de Tassigny mit dem Denkmal für die Gefallenen des Ersten Weltkriegs

Bergerac liegt im Périgord pourpre an der Dordogne sowie an deren Nebenflüssen Le Caudeau und Conne. Die nächsten größeren Städte sind Bordeaux (93 km westlich), Périgueux (48 km nördlich), Cahors (110 km südöstlich) und Agen (90 km südlich). 

## Klima
|                       | Jan  | Feb  | Mär  | Apr  | Mai  | Jun  | Jul  | Aug  | Sep  | Okt  | Nov  | Dez  |   |       |
| Mittl. Tagesmax. (°C) | 9,5  | 11,5 | 15,0 | 17,5 | 21,5 | 25,1 | 27,5 | 27,6 | 24,2 | 19,5 | 13,3 | 9,9  | ⌀ | 18,5  |
| Mittl. Tagesmin. (°C) | 1,5  | 1,4  | 3,4  | 5,7  | 9,6  | 12,7 | 14,4 | 14,0 | 10,9 | 8,6  | 4,4  | 2,1  | ⌀ | 7,4   |
|                       |      |      |      |      |      |      |      |      |      |      |      |      |   |       |
| Niederschlag (mm)     | 65,7 | 56,0 | 56,7 | 76,3 | 75,9 | 59,8 | 54,6 | 63,4 | 63,8 | 76,1 | 72,5 | 79,9 | Σ | 800,7 |
|                       |      |      |      |      |      |      |      |      |      |      |      |      |   |       |
| Sonnenstunden (h/d)   | 2,8  | 4,0  | 5,4  | 5,9  | 6,8  | 7,7  | 8,0  | 7,7  | 6,6  | 4,4  | 3,0  | 2,5  | ⌀ | 5,4   |

| 1,5 |

| 1,4 |

| 3,4 |

| 5,7 |

| 9,6 |

| 12,7 |

| 14,4 |

| 14,0 |

| 10,9 |

| 8,6 |

| 4,4 |

| 2,1 |

| 1,5 |

| 1,4 |

| 3,4 |

| 5,7 |

| 9,6 |

| 12,7 |

| 14,4 |

| 14,0 |

| 10,9 |

| 8,6 |

| 4,4 |

| 2,1 |

| N i e d e r s c h l a g | 65,7 | 56,0 | 56,7 | 76,3 | 75,9 | 59,8 | 54,6 | 63,4 | 63,8 | 76,1 | 72,5 | 79,9 |
|                         | Jan  | Feb  | Mär  | Apr  | Mai  | Jun  | Jul  | Aug  | Sep  | Okt  | Nov  | Dez  |

## Bevölkerungsentwicklung
| Jahr                       | 1962   | 1968   | 1975   | 1982   | 1990   | 1999   | 2006   | 2017   | 2020   |
| Einwohner                  | 25.185 | 27.165 | 27.764 | 26.832 | 26.899 | 26.053 | 27.116 | 26.833 | 26.360 |
| Quellen: Cassini und INSEE |        |        |        |        |        |        |        |        |        |

## Name
Im Laufe der Jahrhunderte fand der Ort unter verschiedenen Bezeichnungen Erwähnung. Beispiele sind Brageyrack (1100), Brajeracum (1122), Berguerac (1379), Bragueyrac (1455) oder Bregerat (1608). Zur Namensherkunft existieren unterschiedliche Deutungen. 

## Geschichte

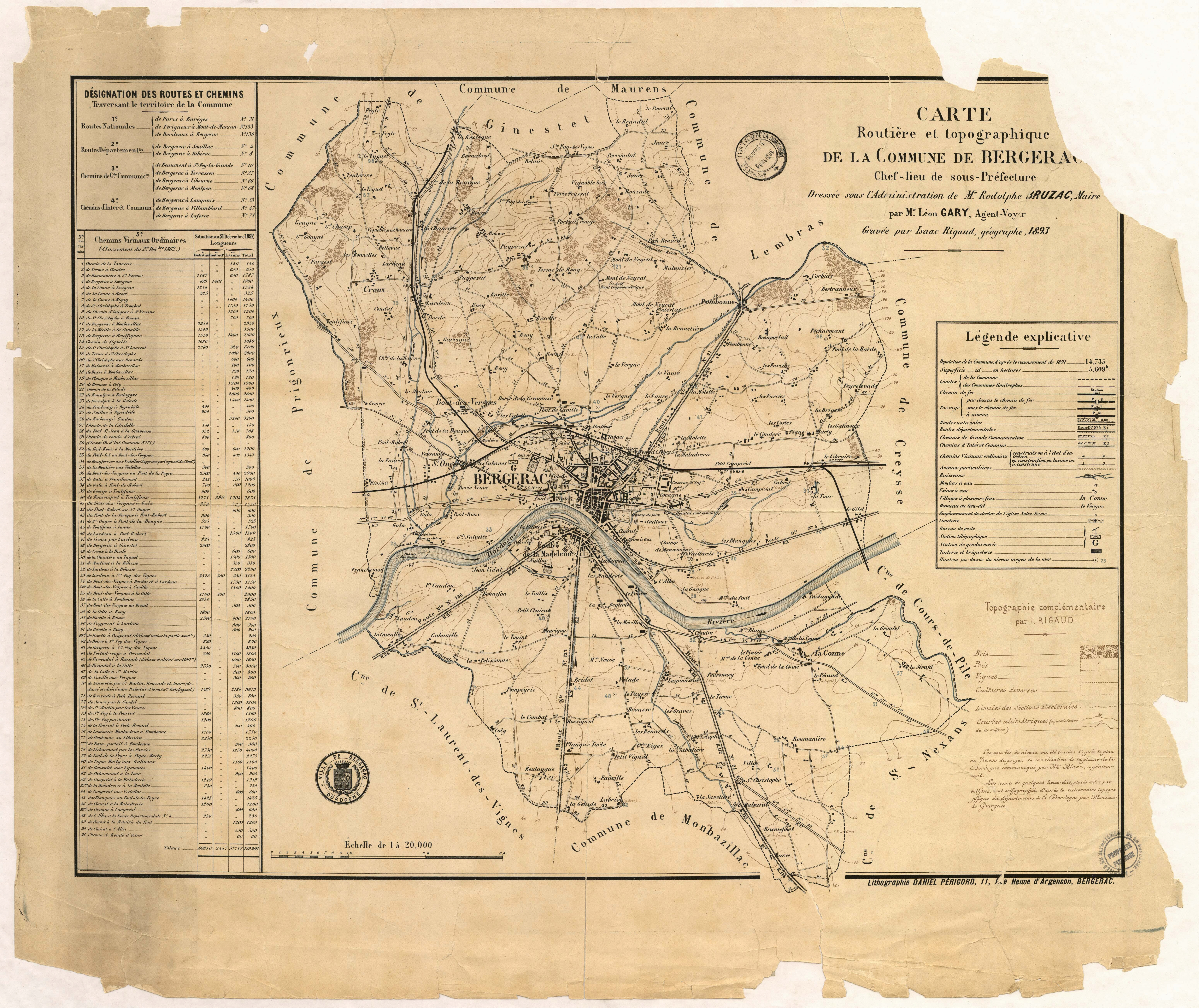
Karte aus dem Jahr 1893

Spuren prähistorischer Besiedlung fand man in Corbiac, wenige Kilometer nordöstlich der Stadt. Im Stadtteil Vaures von Bergerac wurden die Fundamente von mehr als zwanzig Häusern aus der Zeit zwischen 3500 und 3000 v. Chr. und am nordwestlichen Stadtrand eine Nekropole aus der Zeit der Merowinger entdeckt.
Die Geschichte der Stadt ist eng mit ihrer verkehrsgünstigen Lage an der Dordogne verknüpft. Mit Gabarren wurden auf dem Fluss Wein nach Bordeaux (z. B. mehr als 96.000 Fässer im Jahr 1869) und von dort Lebensmittel und Baumaterial nach Bergerac gebracht. Mit dem Aufkommen der Eisenbahn begann der Niedergang der Flussschifffahrt, die in der ersten Hälfte des 20. Jahrhunderts endete.
Im Jahr 1254 wurde Bergerac autonom; von 1322 bis 1904 residierte die Stadtverwaltung im Haus Malbec nahe der Markthalle. Zu Beginn des Hundertjährigen Kriegs wurde Bergerac 1345 von Henry of Grosmont erobert. 1472 bestätigte König Ludwig XI. der Stadt die von seinen Vorgängern zugestandenen Privilegien.
Der Protestantismus breitete sich im 16. Jahrhundert in der Gegend aus. 1544 warfen Hugenotten in Bergerac die Marienstatue in den Fluss, aus dem Jahr 1553 sind protestantische Gottesdienste in der Stadt dokumentiert. Die Religionskriege der Jahre 1562 bis 1598 gingen an der Stadt nicht spurlos vorüber. Im Jahr 1563 nahm Armand de Piles den von einer katholischen Garnison gehaltenen Ort ein und ließ die Soldaten und den Priester töten. Zwei Jahre später kam der katholische König Karl IX. durch Bergerac; 1567 wurde die Brücke zerstört, um die Katholiken am Überqueren der Dordogne zu hindern. Ende Dezember 1569 gelang Clermont de Piles die Wiedereroberung Bergeracs durch die Protestanten. Nach der Bartholomäusnacht des Jahres 1572 schloss sich Bergerac dem militärischen Lager der Protestanten an und befestigte zwischen 1577 und 1621 die Stadt. Im September 1577 schlossen Heinrich III. und die protestantischen Fürsten den Frieden von Bergerac; der Ort war fortan einer der Sicherheitsplätze für die Hugenotten. Am 16. Juli 1621 kam Ludwig XIII. nach Bergerac und ließ die Befestigungsanlagen schleifen. Die protestantische Kirche wurde am 15. November 1683 zerstört; im August 1685 wurden die Protestanten von Dragonern gezwungen, zum katholischen Glauben zu konvertieren.
Im Zuge der Aufstände gegen die neue Steuer auf Stempelpapier kam es am 3. und 4. Mai 1675 zu Aufständen. 1794 kamen die Gemeinden La Conne, La Madeleine, Saint-Christophe-de-Monbazillac und Sainte-Foy-des-Vignes zu Bergerac.
Während des Zweiten Weltkriegs diente die Caserne Chanzy den deutschen Besatzern von Ende November 1942 an als Garnison. Dort wurden auch Widerstandskämpfer inhaftiert und verhört. Noch vor dem Abzug der Deutschen gelang es der Résistance, die die Hinrichtung der Gefangenen befürchtete, 89 Personen ohne Blutvergießen zu befreien. Die Befreiung Bergeracs gelang dem französischen Widerstand am 29. August 1944, nachdem sich die Wehrmacht in die Richtungen Fleix und Mussidan aus der Stadt zurückgezogen hatte.

## Sehenswürdigkeiten

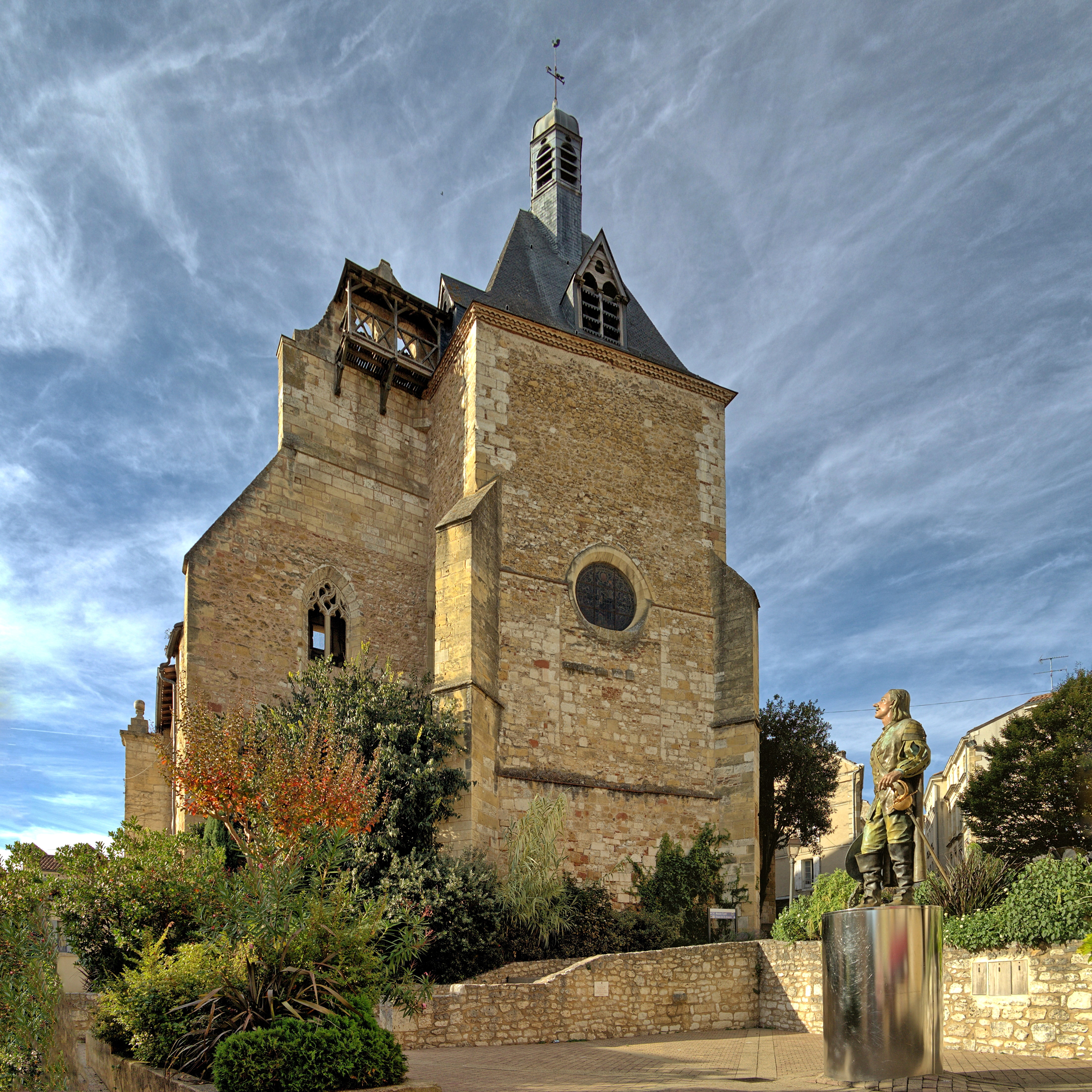
Kirche Saint-Jacques an der Place Pélissière

- Altstadt mit zahlreichen Fachwerkhäusern
- Kirche Saint-Jacques aus dem Jahr 1685 mit Turm aus dem frühen 16. Jahrhundert
- Neugotische Kirche Notre-Dame, erbaut von 1856 bis 1865
- Protestantische Kirche („Temple“) aus dem Jahr 1788
- Kloster Couvent des Cordeliers, mit dessen Bau 1651 begonnen wurde
- Brücke Vieux Pont über die Dordogne
- Château de Lespinassat
- Tabakmuseum

## Verkehr

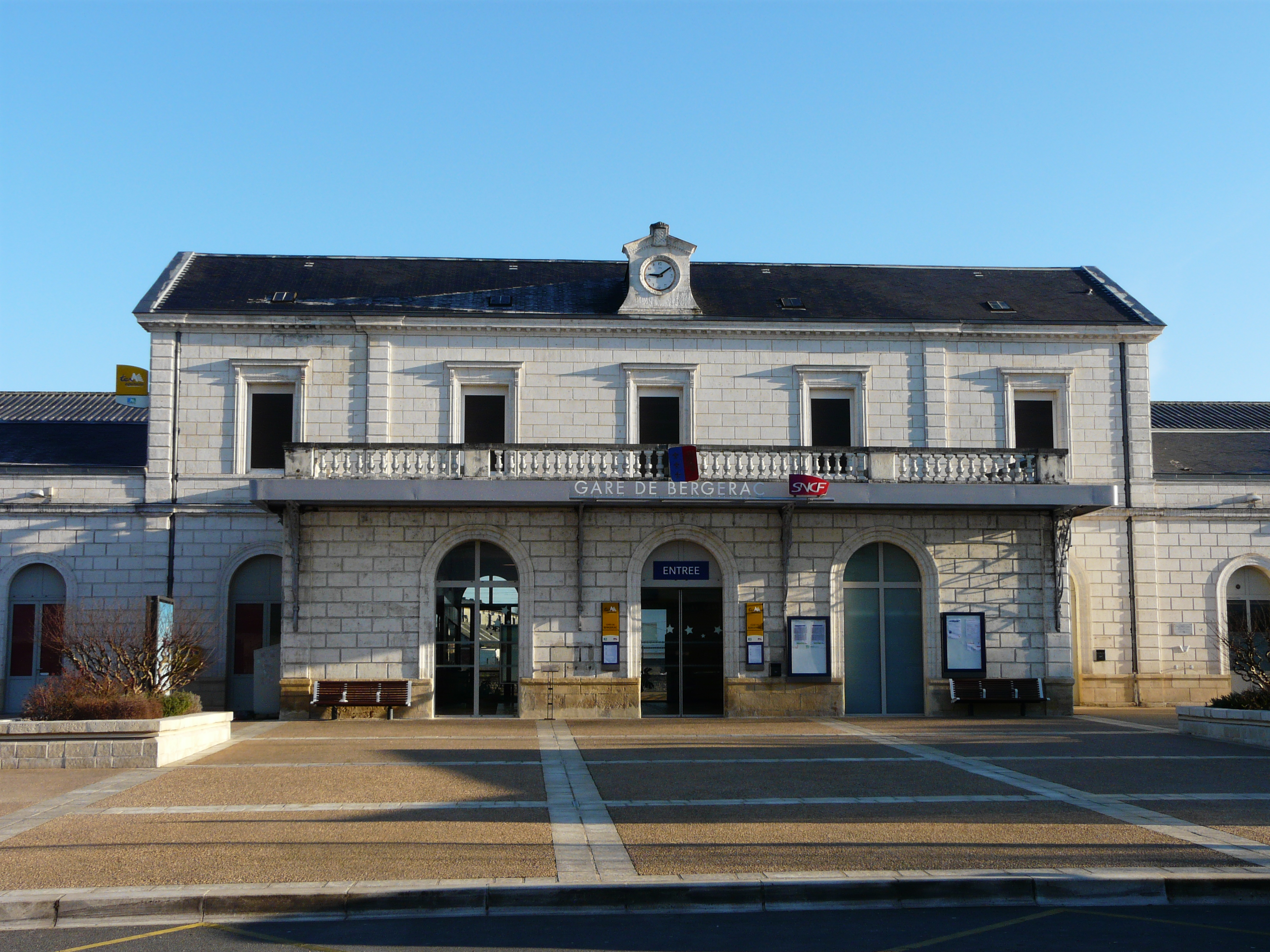
Empfangsgebäude des Bahnhofs

Im Bahnhof Bergerac kreuzten sich die Bahnstrecken (Bordeaux-)Libourne–Le Buisson in Ost-West-Richtung und die frühere Strecke Magnac-Touvre–Marmande in Nord-Süd-Richtung. Von Libourne kommend erreichte die Bahn die Stadt am 20. Dezember 1875, 1879 folgte die Verlängerung von Bergerac nach Le Buisson. Gebaut und betrieben wurde die Strecke von der Compagnie du chemin de fer de Paris à Orléans (PO). Im Jahr 1886 wurde eine Zweigstrecke nach Marmande eröffnet; sie wurde von den Chemins de fer de l’État (ETAT) gebaut, die Konzession zu ihrem Betrieb erhielt jedoch ebenfalls die PO. 1888 folgte in Richtung Magnac-Touvre der Abschnitt von Bergerac bis Mussidan, wodurch Bergerac zum Kreuzungsbahnhof wurde.
Der Personenverkehr in den Richtungen Magnac-Touvre und Marmande endete bereits 1939 bzw. 1940. 1942 wurde das Gleis nach Mussidan von den deutschen Besatzern abgebaut. In Richtung Marmande endete der Güterverkehr im Jahr 1953. Erhalten blieb der Personenverkehr zwischen Libourne und Buisson, bis 1980 verkehrten dort sogar Fernzüge der Relation Bordeaux-Aurillac. Aktuell verkehren Regionalzüge des TER Nouvelle-Aquitaine nicht ganz stündlich zwischen Bordeaux und Bergerac über Libourne und seltener weiter in östlicher Richtung bis Sarlat.
Bergerac liegt an der Nationalstraße N 21 sowie den Departementsstraßen D 660, D 933 und D 936. Nächste Autobahn-Anschlussstelle ist Mussidan-Sud (13) an der Autobahn A 89.
Der Flughafen Bergerac liegt 3 km südöstlich des Zentrums.

## Rezeption

Denkmal für Cyrano de Bergerac

Bis auf die Namensgleichheit besteht kein Zusammenhang mit dem bekannten Cyrano de Bergerac, der unter dem Titel „Die Andere Welt“ (frz. L'Autre Monde) eine Reise zu Mond und Sonne beschrieb. Dieser inspirierte das berühmte Theaterstück von Edmond Rostand, das seinen Namen trägt, dessen Protagonist, der edle Dichter Cyrano de Bergerac mit der großen Nase und dem ausgeprägten Riecher für poetische Liebeserklärungen, aber wenig mit dem wahren Hector Savinien de Cyrano zu tun hat.
Obwohl der Name des Cyrano sich nicht von der Stadt Bergerac herleitet, prangen an verschiedenen Stellen der Stadt Statuen, die ihn immer in der gleichen Haltung darstellen: die verträumte Miene, die Nase stolz gegen die Andere Welt gerichtet. Hector Savinien war nicht gascognischer Abstammung, sprach nicht den Akzent der Gegend und nichts weist darauf hin, dass er jemals in Bergerac war. Zu seinem wahren Namen setzte er wegen einer seiner Besitzungen namens Bergerac unweit Paris diesen Zusatz hinzu. Er nutzte den Namen auch, um seine Zugehörigkeit zur Kompanie der Kadetten der Gascogne zu betonen.

## Partnerstädte
- Hohen Neuendorf bei Berlin, Deutschland
- Faenza, Italien
- Repentigny, Kanada

## Persönlichkeiten
- Lydie de Rochefort-Théobon (1638–1708), Hofdame und Geliebte des Ludwig XIV.
- Maine de Biran (1766–1824), Philosoph
- Samuel Pozzi (1846–1918), Arzt
- Jean Filiol (1909–1975), Nationalist
- Philippe Lavigne (* 1965), General
- Pakito (* 1981), DJ